# Niumi National Park
Der Niumi National Park (NNP) ist ein Nationalpark im westafrikanischen Staat Gambia. Er liegt im Nordwesten in der North Bank Region im Distrikt Lower Niumi und wurde 1987 eingerichtet.

## Topographie
Der Nationalpark hat eine Fläche von 4940 Hektar und umfasst die schmale sichelförmige Insel Jinack Island (auch Jinnack, Djinak oder Ginak) und ein Gebiet auf dem Festland. Die ungefähr 700 Meter breite Insel hat eine nordsüdliche Ausrichtung und besitzt zum Atlantischen Ozean einen elf Kilometer langen Strandabschnitt. Der Strand verläuft vom Ort Barra im Süden bis an die Grenze mit dem Nachbarstaat Senegal im Norden. Die vom Meer abgewandte Seite wird von dem ungefähr nur 50 Meter schmalen Kanal Niji Bolong vom Festland abgetrennt, so dass man kaum von einer Insel sprechen kann. Der Niji Bolong mündet im Norden in den Massarinko Bolong, welcher auf senegalesischem Staatsgebiet in den Jinnak Creek mündet. An sämtlichen der hiesigen Gewässer gibt es ausgedehnte Mangrovenwälder.
Auf der senegalesischen Seite schließt sich der 180.000 Hektar große Delta du Saloum National Park an, welcher sich über das Mündungsdelta des Flusses Saloum erstreckt. Dieses Flussdelta ist auch von der UNESCO als Biosphärenreservat ausgewiesen und als Feuchtgebiet entsprechend der Ramsar-Konvention anerkannt. Der NNP versteht sich als grenzüberschreitendes Schutzgebiet, eine Anerkennung als Ramsar-Schutzgebiet wird auch angestrebt.
Nahe Kanuma liegt das Hauptquartier des Niumi National Park.

## Flora und Fauna
Der Niumi National Park mit seinen Mangrovenwäldern, die hauptsächlich aus der Art Rhizophora bestehen, bietet einer Vielzahl an Arten Lebensraum. So sind zahlreiche Vögel hier heimisch, darunter viele Wasservögel und Zugvögel. Letztere suchen hier ihr Winterquartier. Der Küstenabschnitt bietet auch eine Nistmöglichkeit für Grüne Meeresschildkröten (Chelonia mydas). In den Gewässern, die auch ein wichtiges Laichgebiet für Fische sind, leben die  seltenen afrikanischen Manati (Trichechus senegalensis), Kamerunflussdelfine (Sousa teuszii) und Kapotter (Aonyx capensis).